# Доктор Преображенський
«Доктор Преображенський» — російський телесеріал виробництва студії Cosmos Studio. Прем'єра двох серій відбулася 23 листопада 2020 року.

## Сюжет
Дія серіалу відбувається в 1966 році. Фільм розповість про здатного пластичного хірурга, який мріє відкрити власний інститут краси. Радянська влада відмовляє йому в цьому, і йому нічого не залишається, крім як управляти своїм відділенням і терпіти витівки молодого і цинічного лікаря.

## В ролях
| Актор             | Роль                |
| ----------------- | ------------------- |
| Денис Шведов      | Лев Преображенський |
| Марія Андрєєва    | Зося                |
| Петро Скворцов    | Ігор Зорін          |
| Агнія Дітковскіте | Марина              |
| Ірина Савакова    | Люся                |
| Юлія Ауг          | мати Зоріна         |
| Амбарцум Кабанян  | Левонян             |
| Павло Чінарьов    | Гена                |
| Володимир Мішуков | Кац                 |
| Агрипина Стеклова | Галина Юхимівна     |
| Дмитро Богдан     | Сергій Сергійович   |
| Анфіса Черних     | Віра                |
| Катерина Волкова  | Марьянова           |